# Регенсбурзька синагога
49°01′06″ пн. ш. 12°05′45″ сх. д. / 49.018333333333° пн. ш. 12.095833333333° сх. д.
Регенсбурзька синагога зведена між 1210 і 1227 роками в романському стилі в Регенсбурзі, південна Німеччина, на місці колишньої єврейської лікарні, в центрі гетто, де стоїть теперішній Neue Pfarre. 

## Історія
Два офорти синагоги, зроблені Альбрехтом Альтдорфером незадовго до її знищення 22 лютого 1519 року, є першим зображенням справжньої архітектурної пам’ятки в європейській гравюрі. У 1519 році після смерті імператора Максиміліана, який довгий час був захисником євреїв у імперських містах, місто Регенсбург, яке звинуватило у своїх економічних проблемах процвітаючу єврейську громаду, вигнало 600 євреїв. Самі євреї зруйнували внутрішню частину своєї шановної синагоги, на місці якої була побудована каплиця на честь Богородиці. Згідно з хронікою, вигнанці оселилися під захистом герцога Баварського на протилежному березі Дунаю в Штадт-ам-Хоф і в селах в околицях; з них вони були вигнані протягом того ж століття.
У 1669 році євреям знову дозволили проживати в Регенсбурзі, але лише 2 квітня 1841 року громада змогла освятити свою нову синагогу. Однак у 1907 році його знесли через страх обвалу. Відбудований у 1912 році в іншому місці, коли в місті проживало близько 600 євреїв, він був зруйнований нацистами 9 листопада 1938 року під час Кришталевої ночі.

## Галерея

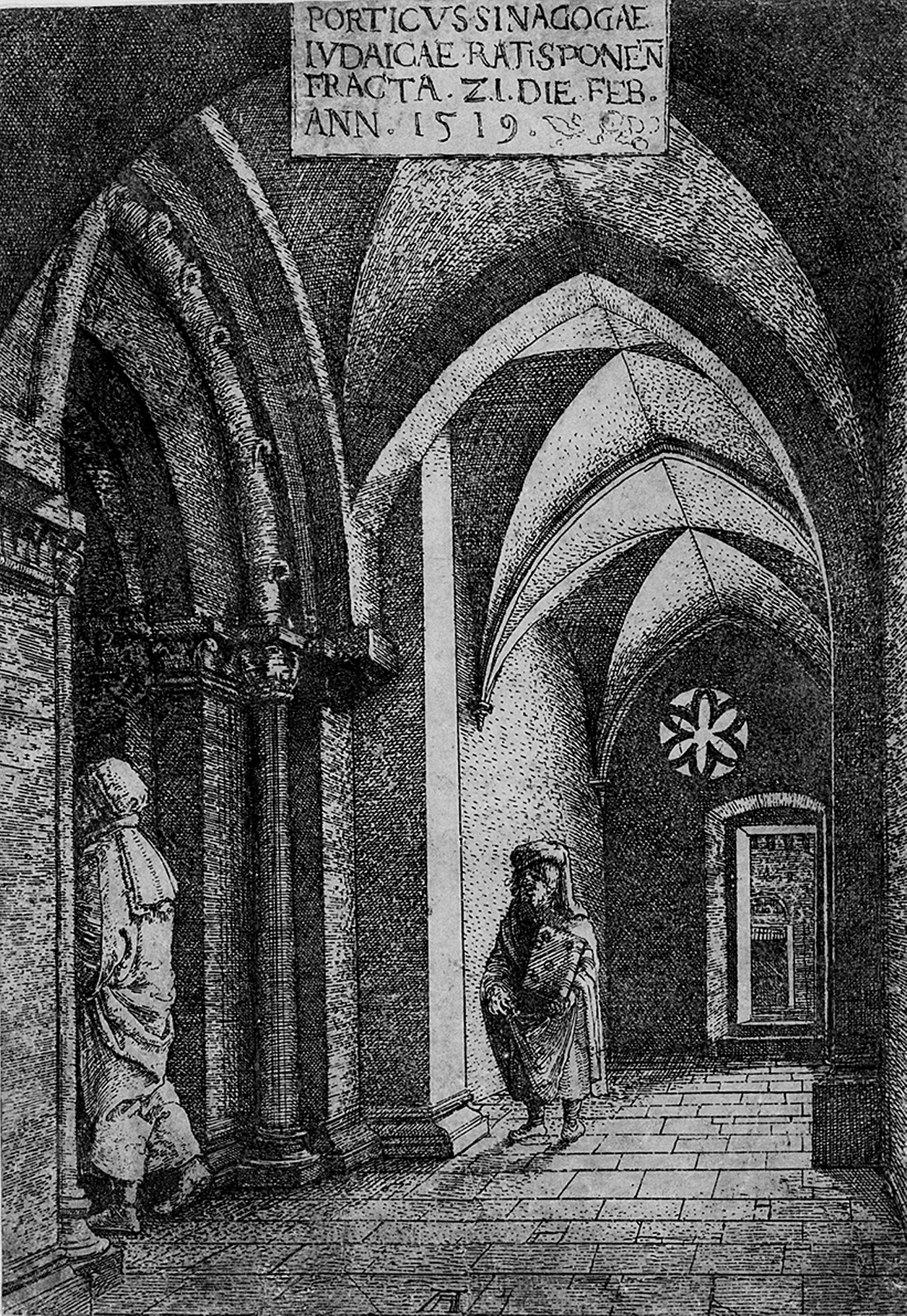
Передпокій Регенсбурзької синагоги, Альбрехт Альтдорфер, 1519 р.
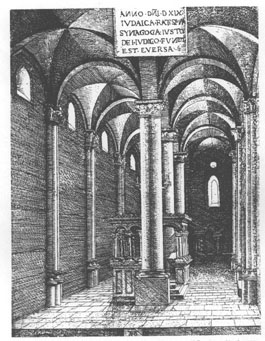
Двонавний інтер'єр з бімою між колонами, 1519 рік
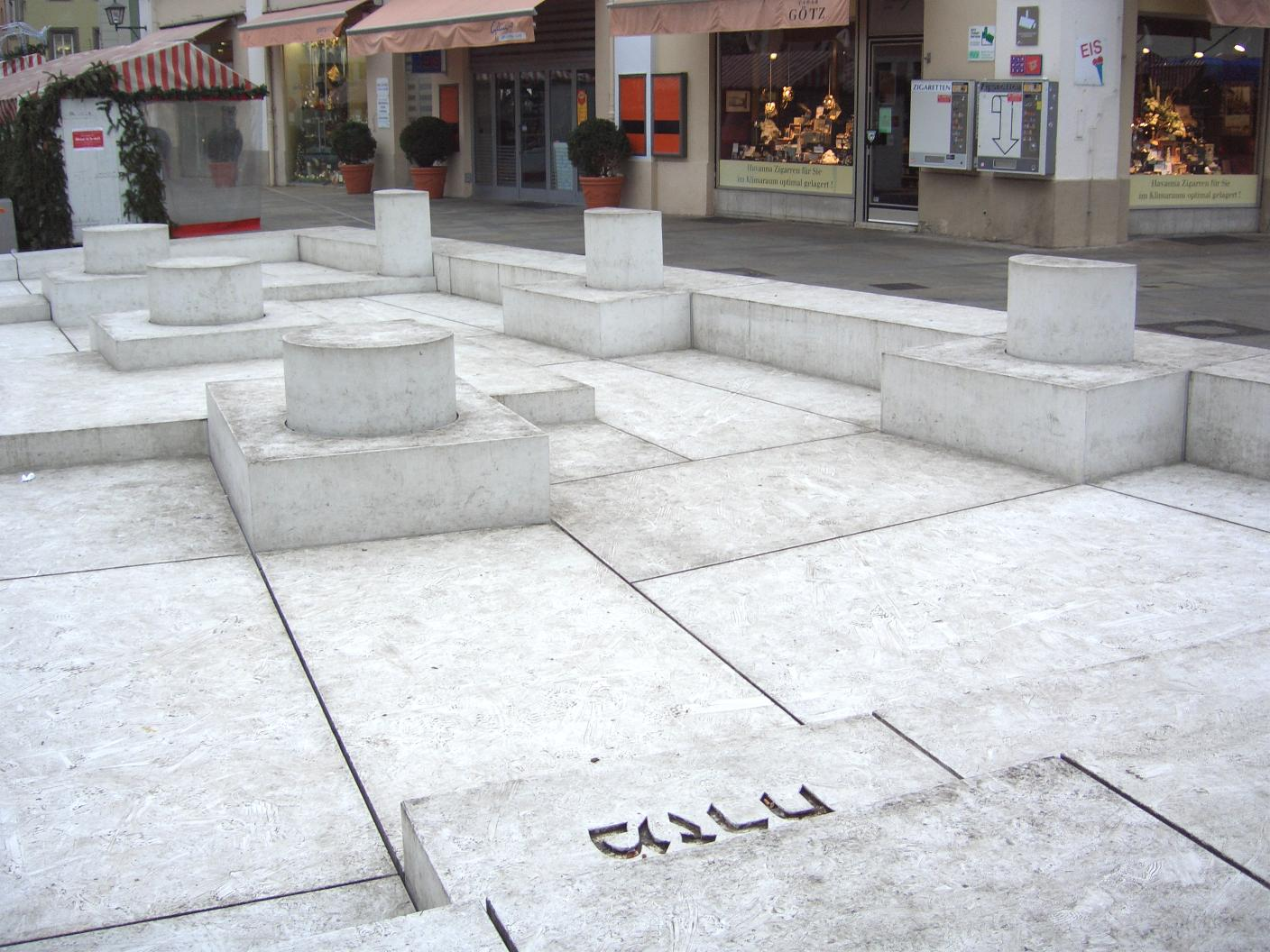
Меморіал, створений Дані Караваном у 2005 році, на якому зображено фундамент синагоги
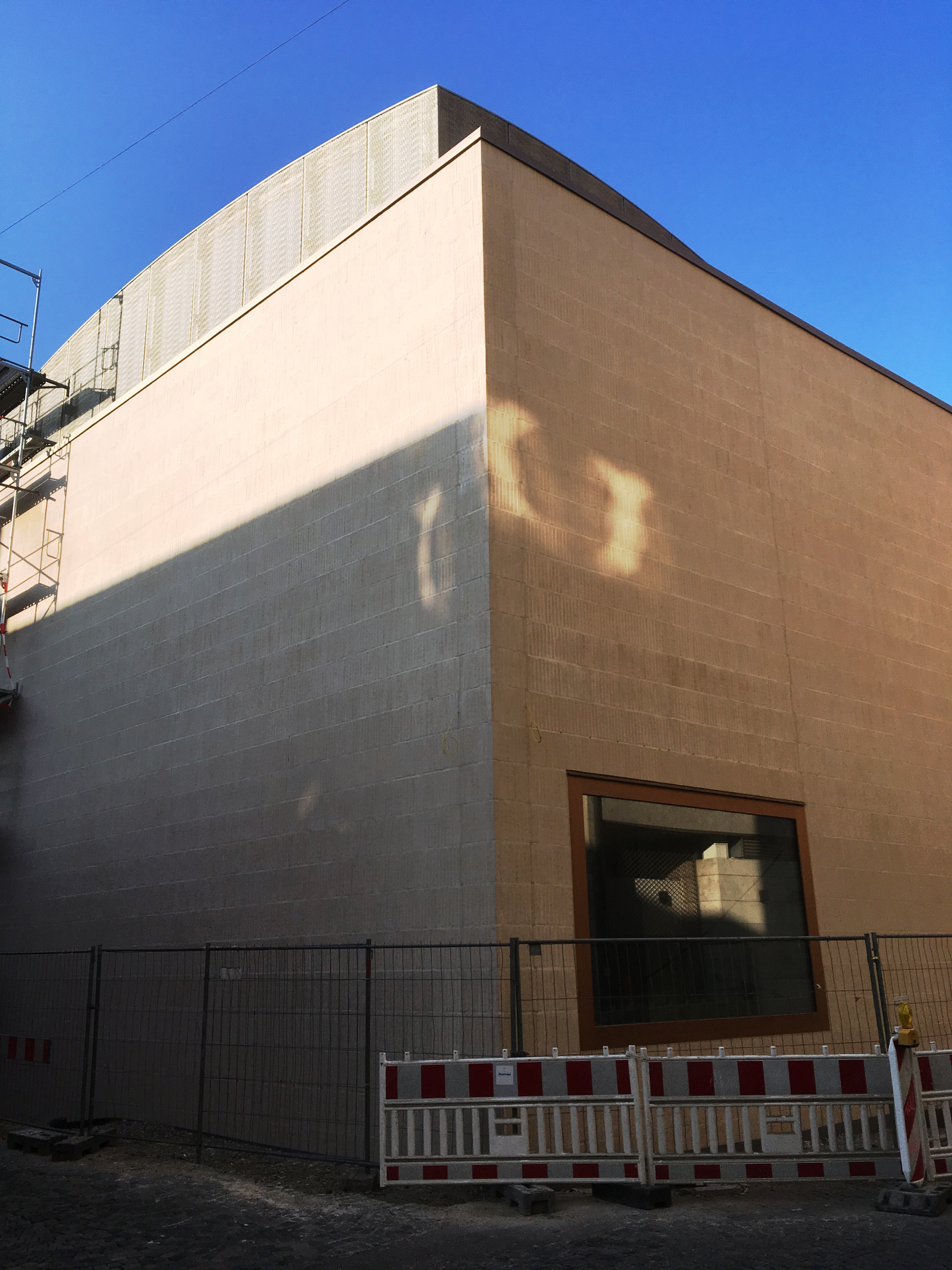
Будівництво синагоги в Регенсбурзі, листопад 2018 року